# کریس کانینگهام
کریس کانینگهام (انگلیسی: Chris Cunningham؛ زادهٔ ۱۵ اکتبر ۱۹۷۰) ویدئو آرتیست، کارگردان موزیک ویدئو فیلم‌ساز، عکاس و تهیه‌کننده موسیقی اهل انگلستان است. وی از سال ۱۹۹۵ میلادی تا کنون مشغول فعالیت بوده‌است. سبک او، از روش‌های رباتیک، وحشت جسمی، و تکنیک «میکی‌ماوسینگ» (هماهنگ‌سازی حرکت با موسیقی) است.
وی برای بسیاری از هنرمندان موسیقی از جمله مدونا، بیورک، افکس توئین، افریکا بمباتا، لفتفیلد، پورتیس‌هد، بوردز آو کانادا، پلاسیبو و همچنین شرکت‌های بزرگی همچون آئودی، گوچی، لیوایز، تلکام ایتالیا و آی‌تی‌وی پی‌ال‌سی ویدئوکلیپ ساخته‌است.